# Passiflora vitifolia
Passiflora vitifolia je biljna vrsta iz porodice Passifloraceae.
Njeni lijepi tamnocrveni cvjetovi su slični onima Passiflore coccinee.
Domovina joj je južna Srednja Amerika (Kostarika, Nikaragva, Panama) i sjeverozapadna Južna Amerika (Venezuela, Ekvador, Kolumbija, Peru).
Biljka je penjačica cilindričnih korijena pokrivenih crveno-smeđim dlačicama kad je mlada. List joj je nazubljen, trodijelan, 15 do 18 cm širok. Budući da joj listovi sliče listovima vinove loze, biljka je i dobila takvo latinsko ime, vitifolia, "listova kao u vinove loze". Cvjetovi su joj svijetlocrveni, promjera do 9 centimetara. Plod joj je bobičast, 5 cm dug i 3 cm širok, zelena mesa prošaran bijelim, pomalo mekim, pahuljastim dlačicama, u kojemu se nalaze brojne sjemenke Plod je poprilično gorak kad otpadn s biljke i treba proći i do mjesec dana dok sazrije do puna okusa gorkastih jagoda.
Zbog mirisa voćke, uzgaja ga se u malom opsegu na Karibima.

### Sinonimi
- Macrophora sanguinea (Sm.) Raf., Fl. Tellur. iv. 103. 1836.
- Passiflora buchananii (Lem.) Triana & Planch., Ann. Sci. Nat., Bot. sér. 5, 17: 144. 1873
- Passiflora punicea Ruiz & Pav. ex DC., Prodr. vol. 3, 329. 1828.
- Passiflora sanguinea Sm., in A. Rees, Cyclop. vol. 26, no. 45. 1819.
- Passiflora serrulata var. pubescens Griseb., Bonplandia 6(1): 7. 1858.
- Passiflora servitensis H. Karst., Linnaea vol. 30, 163. 1859.
- Passiflora servitensis var. bracteosa H. Karst., Fl. Columb. 1: 103, t. 51. 1859.
- Passiflora vitifolia var. bracteosa (H. Karst.) Killip, Publ. Field Mus. Nat. Hist., Bot. Ser. 19: 322. 1938.
- Passiflora vitifolia var. cassiquiarensis M. Roem., Fam. Nat. Syn. Monogr. 2: 181 1846.
- Tacsonia buchananii Lem., Ill. Hort. 14. t. 519. 1867.
- Tacsonia sanguinea (Sm.) DC., Prodr. (DC.) 3: 334. 1828.

- Passiflora vitifolia
- Plod.
- Penjačica.
- List Passiflore vitifolie, vrslo sličan listu vinove loze.